# José Duaxt
José Duaxt Hernández (Venezuela) es un ex-ciclista profesional venezolano.
Ganó la Vuelta al Táchira, y disputó otras competiciones nacionales como la Vuelta a Venezuela y la Conquista de Los Andes.

## Palmarés
1974
- 9.º en Clasificación General Final Vuelta a Venezuela  Venezuela

1975
- 1.º en 2.ª etapa Vuelta al Táchira, La Grita  Venezuela
- 7.º en Clasificación General Final Vuelta al Táchira  Venezuela
- 3.º en Clasificación Montaña Vuelta al Táchira  Venezuela

1977
- 9.º en Clasificación General Final Vuelta al Táchira  Venezuela
- 6.º en Clasificación General Final Conquista de Los Andes  Venezuela

1979
- 1.º en 10.ª etapa Vuelta al Táchira, San Cristóbal  Venezuela
- 1.º en Clasificación General Final Vuelta al Táchira  Venezuela

## Equipos
- 1979  Lotería del Táchira